# Heterandria attenuata
Heterandria attenuata är en fiskart som beskrevs av Rosen och Bailey, 1979. Heterandria attenuata ingår i släktet Heterandria och familjen Poeciliidae. Inga underarter finns listade i Catalogue of Life.